# Hemiaspidius sanguinosa
Hemiaspidius sanguinosa är en skalbaggsart som beskrevs av Leon Fairmaire 1901. Hemiaspidius sanguinosa ingår i släktet Hemiaspidius och familjen Cetoniidae. Inga underarter finns listade i Catalogue of Life.